# Streets of Blood
Streets of Blood è un film del 2009 diretto da Charles Winkler.

## Trama
L'azione si svolge a New Orleans, dove l'uragano Katrina sei mesi prima ha dato il colpo di grazia al centro urbano, distruggendo le abitazioni, i ponti, devastando quartieri interi. Andy Deveraux, veterano della polizia, ha appena perso il proprio partner, morto in circostanze misteriose. Col suo nuovo socio, Stan Green, l'uomo indaga nelle profondità della malavita, mentre un agente federale infiltrato viene ucciso da due poliziotti corrotti, Pepe e Barney. Alla psicologa del dipartimento, Nina Ferraro, viene chiesto di incontrare e di parlare coi detective...

## Sinossi
Dopo l'11 settembre e la Guerra del Golfo, eventi drammatici che sono entrati prepotentemente nell'immaginario collettivo e rielaborati dalla settima arte, ora è la volta dell'uragano Katrina. La macchina cinema statunitense elabora il lutto, mettendo in scena frammenti di un patrimonio collettivo, New Orleans, il quartiere francese e tutti quei luoghi che hanno reso celebre la città nel mondo. Documentato in maniera esemplare per la prima volta da Spike Lee nel suo, When the Leeves Broke: A Requiem in Four Acts, l'uragano e i suoi disastrosi effetti sulla metropoli della Louisiana fanno da sfondo all'interessante pellicola firmata da Werner Herzog Il cattivo tenente - Ultima chiamata New Orleans.
Ferita dalla furia di Katrina, New Orleans torna nuovamente alla ribalta nel film Streets of Blood. Tuttavia, mentre nelle mani di Herzog la città diventa simbolo del "lato oscuro dell'America", di un ennesimo scontro tra natura violenta e civiltà, per Charles Winkler la scelta è un po' pretestuosa e poco efficace. Nonostante un cast di ottima qualità, la pellicola cade infatti nella trappola di una trama troppo densa, che finisce con l'essere incomprensibile e poco avvincente. Nel voler mettere in luce il degrado morale di un luogo senza legge, di una terra di conquista dei peggiori predatori, di lotte tra bande di spacciatori e di poliziotti fautori di una giustizia senza regole, la scrittura perde fluidità, ma si ritrova nel finale, nei titoli di coda, dove immagini "reali"del post uragano raccontano e mostrano, a tre anni dal disastro, la vera "New Orleans".